# Атмађа (Тулћа)
Атмађа (рум. Atmagea) насеље је у Румунији у округу Тулћа у општини Чукурова. Oпштина се налази на надморској висини од 228 m.

## Становништво
Према подацима из 2002. године у насељу је живело 220 становника, од којих су сви румунске националности.